# Paulo André
Paulo André Cren Benini (Campinas, 20 de agosto de 1983), mais conhecido apenas como Paulo André, é um ex-futebolista brasileiro que atuava como zagueiro.

## Carreira

### Início
Antes de  iniciar sua carreira no futebol de campo, jogava futebol de salão pela equipe AABB, um clube de Campinas, sua cidade natal. Após bom tempo dedicando-se ao futsal, em 1998, com 15 anos de idade, iniciou sua carreira como infantil no São Paulo, clube onde conquistou seus primeiros títulos, e permaneceu até o ano de 2001. Em dezembro de 2001 com 18 anos, transferiu-se para o CSA, de Alagoas, porém permaneceu apenas três meses no clube. 
Em março de 2002, Paulo André voltou para seu estado de origem, São Paulo, onde atuou pelas categorias de base do Águas de Lindoia. Conquistou o título da Séria A-2 Paulista de juniores. Naquele ano, teve suas primeiras oportunidades como profissional, onde ajudou o clube a subir da quinta para a quarta divisão estadual, porém voltou ao time de juniores. Ainda em 2002, teve uma rápida passagem nas divisões de base do Vasco da Gama. 

### Guarani
Em janeiro de 2003, transferiu-se ao Guarani, clube de sua cidade, Campinas, ficou por um ano entre os juniores, e em fevereiro de 2004 fez sua estreia entre os profissionais. Permaneceu no clube no período de janeiro de 2003 a junho de 2005, atuando 55 vezes e marcando 6 gols.

### Atlético Paranaense
Em junho de 2005, foi contratado pelo Atlético Paranaense, formando dupla com Danilo Larangeira e tornando-se titular, capitão e vice-artilheiro do time na temporada, além de ter sido eleito como um dos cinco melhores zagueiros do país, pelo Bola de Prata 2005 da Revista Placar. Em 2006, como capitão da equipe, recebeu o título de melhor zagueiro do estado do Paraná, pela Federação Paranaense de Futebol. Permaneceu no clube de junho de 2005 a junho de 2006, atuou 54 vezes, marcando 8 gols.

### Le Mans
Após negociações do Atlético com o presidente do Le Mans, Henri Legarda, o zagueiro foi vendido ao time francês, em junho de 2006. O contrato firmado foi de quatro anos e meio. Marcou seu primeiro gol pelo clube no dia 16 de setembro de 2006. Em poucos jogos, conquistou a posição de titular, porém sofreu uma grave lesão no tendão e ficou por muito tempo fora. Atuou 43 vezes, marcando 5 gols.

### Corinthians

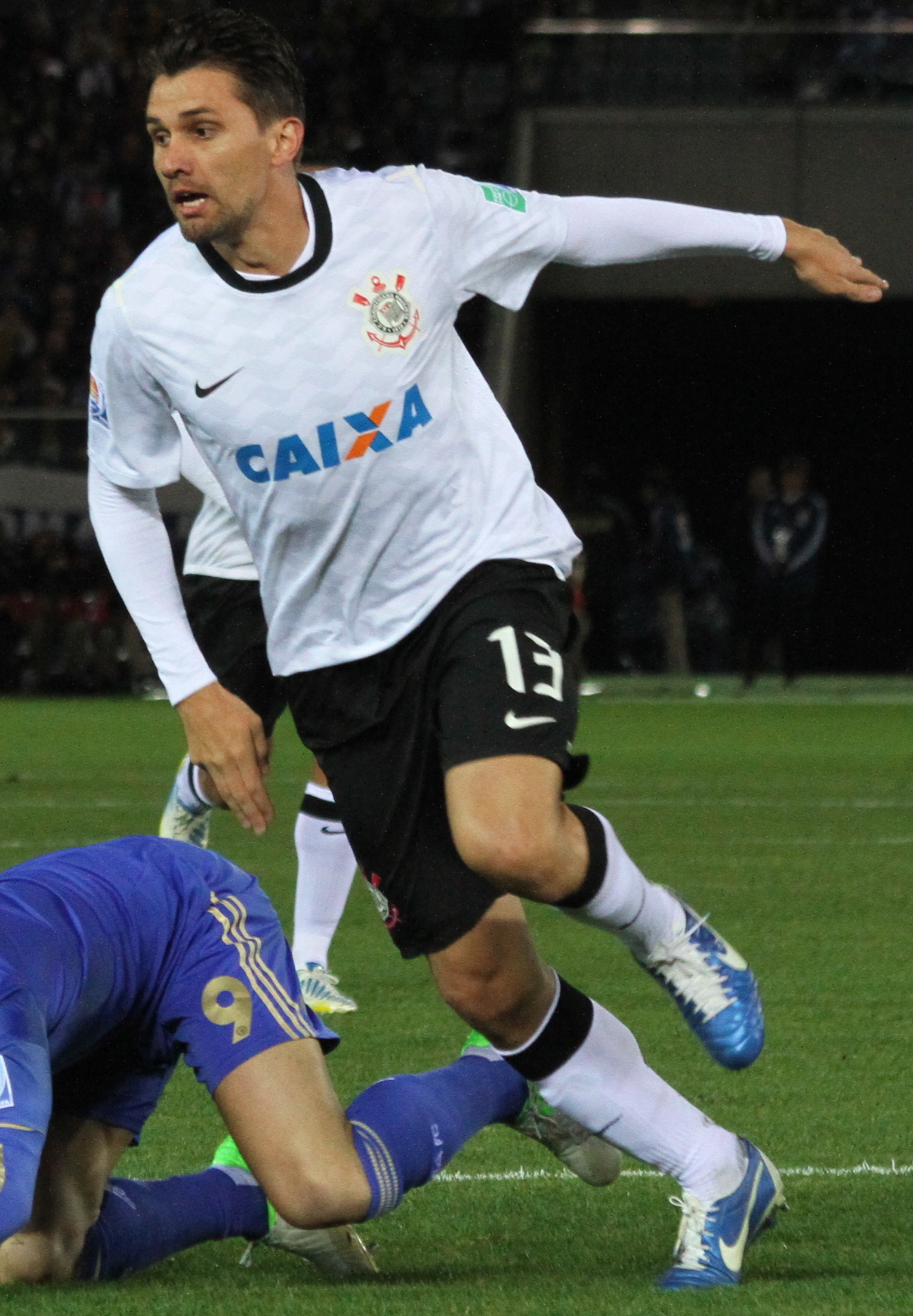
Paulo André marcando Fernando Torres, do Chelsea, em uma partida do Mundial de Clubes da FIFA de 2012, no Estádio Internacional de Yokohama.

No dia 31 de julho de 2009, foi apresentado como nova contratação do Corinthians, com contrato de empréstimo até agosto de 2010. Mesmo não sendo considerado titular, devido as lesões de William e Chicão, passou a jogar muitas partidas, mais até do que os titulares.
Com a aposentadoria de William, se tornou titular provisório do Corinthians, mas uma lesão no joelho esquerdo o tirou dos gramados por seis meses. Em abril de 2011, o zagueiro retornou ao time como reserva e em outubro conseguiu a titularidade após o afastamento de Chicão. O zagueiro foi peça importante na conquista do Campeonato Brasileiro e terminou o ano recebendo o troféu Bola de Prata 2011 da Revista Placar.

### Shanghai Shenhua
No dia 12 de fevereiro de 2014, o jogador de 30 anos tomou a decisão de deixar o clube para transferir-se ao Shanghai Shenhua, da China, após uma conversa com o diretor de futebol do Corinthians, Ronaldo Ximenes.

### Cruzeiro
Já no dia 10 de fevereiro de 2015, foi apresentado como reforço do Cruzeiro.

### Retorno ao Athletico Paranaense e aposentadoria
Em dezembro de 2015, retornou ao rubro negro paranaense, conquistando seus últimos títulos como jogador. Em junho de 2019, o jogador anunciou a sua aposentadoria, assumindo o cargo de diretor de futebol do clube.

## Outras atividades
Paulo André é um apreciador de literatura, xadrez e pintura. No dia 15 de fevereiro de 2011 criou o Instituto Paulo André, uma organização sem fins lucrativos criada com o objetivo de oferecer projetos socioeducativos nas áreas de esporte e cultura para que crianças e jovens, com sede em sua cidade natal, Campinas. Em março de 2012, lançou o livro O Jogo da Minha Vida - Histórias e reflexões de um atleta, com reflexões críticas sobre o mundo do futebol.
Já no ano de 2013, em fevereiro promoveu um leilão com o intuito de arrecadar dinheiro para instituições de caridade. Em novembro foi um líderes do movimento Bom Senso Futebol Clube.
Em setembro 2018, manifestou-se contra Jair Bolsonaro ao assinar o Manifesto Democracia Sim, feito por artistas e intelectuais. Ele foi o único jogador de futebol em atividade a participar do movimento. Em outubro, antes de partida contra o Bahia, recusou-se a exibir a camiseta em apoio a Bolsonaro.
Em 2023 começou um relacionamento com a ex-tenista Teliana Pereira, e no ano seguinte tiveram o filho Matteo.

### Jogos pelo Corinthians
Expanda a caixa de informações para conferir todos os jogos deste jogador, pelo Corinthians.
|                                        | Data            | Local                                       | Resultado | Adversário          | Gols | Competição     |      |      |
| 2009                                   | 2009            | 2009                                        | 2009      | 2009                | 2009 | 2009           | 2009 | 2009 |
| -------------------------------------- | --------------- | ------------------------------------------- | --------- | ------------------- | ---- | -------------- | ---- | ---- |
| 1.                                     | 19 de agosto    | Porto Alegre, Beira-Rio                     | 2–1       | Internacional       | 0    | Brasileirão    |      |      |
| 2.                                     | 23 de agosto    | São Paulo, Pacaembu                         | 3–3       | Botafogo            | 0    | Brasileirão]]  |      |      |
| 3.                                     | 26 de agosto    | Barueri, Arena Barueri                      | 2–2       | Grêmio Barueri      | 0    | Brasileirão    |      |      |
| 4.                                     | 2 de setembro   | São Paulo, Pacaembu                         | 2–1       | Santos              | 0    | Brasileirão    |      |      |
| 5.                                     | 16 de setembro  | Curitiba, Couto Pereira                     | 1–1       | Coritiba            | 0    | Brasileirão    |      |      |
| 6.                                     | 27 de setembro  | São Paulo, Morumbi                          | 1–1       | São Paulo           | 0    | Brasileirão    |      |      |
| 7.                                     | 3 de outubro    | São Paulo, Pacaembu                         | 1–3       | Atlético Paranaense | 0    | Brasileirão    |      |      |
| 8.                                     | 7 de outubro    | Rio de Janeiro, Maracanã                    | 1–1       | Fluminense          | 0    | Brasileirão    |      |      |
| 9.                                     | 8 de novembro]  | São Paulo, Pacaembu                         | 2–0       | Santo André         | 0    | Brasileirão    |      |      |
| 10.                                    | 15 de novembro  | Florianópolis, Ressacada                    | 1–3       | Avaí                | 0    | Brasileirão    |      |      |
| 11.                                    | 21 de novembro  | São Paulo, Pacaembu                         | 2–3       | Náutico             | 0    | Brasileirão    |      |      |
| 12.                                    | 29 de novembro  | Campinas, Brinco de Ouro                    | 0–2       | Flamengo            | 0    | Brasileirão    |      |      |
| 2010                                   |                 |                                             |           |                     |      |                |      |      |
| 13.                                    | 13 de janeiro   | São Paulo, Pacaembu                         | 3–0       | Huracán             | 0    | Amistoso       |      |      |
| 14.                                    | 24 de janeiro   | Araraquara, Arena da Fonte                  | 2–1       | Oeste               | 1    | Paulistão      |      |      |
| 15.                                    | 27 de janeiro   | São Paulo, Pacaembu                         | 1–1       | Mirassol            | 0    | Paulistão      |      |      |
| 16.                                    | 13 de fevereiro | São Paulo, Canindé                          | 1–1       | Portuguesa          | 0    | Paulistão      |      |      |
| 17.                                    | 17 de fevereiro | Mogi Mirim, Vail Chaves                     | 3–0       | Mogi Mirim          | 0    | Paulistão      |      |      |
| 18.                                    | 7 de março      | Barueri, Arena Barueri                      | 1–0       | São Caetano         | 0    | Paulistão      |      |      |
| 19.                                    | 21 de março     | Presidente Prudente, Prudentão              | 0–2       | Grêmio Prudente     | 0    | Paulistão      |      |      |
| 20.                                    | 24 de março     | Barueri, Arena Barueri                      | 0–1       | Paulista            | 0    | Paulistão      |      |      |
| 21.                                    | 28 de março     | São Paulo, Pacaembu                         | 4–3       | São Paulo           | 0    | Paulistão      |      |      |
| 22.                                    | 7 de abril      | São Paulo, Pacaembu                         | 5–1       | Rio Claro           | 0    | Paulistão      |      |      |
| 23.                                    | 14 de abril     | Montevidéu, Gran Parque Central             | 2–0       | Racing              | 0    | Libertadores   |      |      |
| 24.                                    | 25 de abril     | Rio de Janeiro, Engenhão                    | 1–3       | Botafogo            | 0    | Amistoso       |      |      |
| 25.                                    | 23 de maio      | São Paulo, Pacaembu                         | 1–0       | Fluminense          | 0    | Brasileirão    |      |      |
| 26.                                    | 30 de maio      | São Paulo, Pacaembu                         | 4–2       | Santos              | 0    | Brasileirão    |      |      |
| 27.                                    | 3 de junho      | São Paulo, Pacaembu                         | 2–0       | Internacional       | 0    | Brasileirão    |      |      |
| 28.                                    | 6 de junho      | Rio de Janeiro, Engenhão                    | 2–2       | Botafogo            | 1    | Brasileirão    |      |      |
| 29.                                    | 21 de julho     | Goiânia, Serra Dourada                      | 1–3       | Atlético Goianiense | 0    | Brasileirão    |      |      |
| 30.                                    | 25 de julho     | São Paulo, Pacaembu                         | 3–1       | Guarani             | 0    | Brasileirão    |      |      |
| 31.                                    | 25 de agosto    | Uberlândia, Pq. do Sabiá                    | 0–1       | Cruzeiro            | 0    | Brasileirão    |      |      |
| 32.                                    | 29 de agosto    | São Paulo, Pacaembu                         | 2–1       | Vitória             | 0    | Brasileirão    |      |      |
| 33.                                    | 4 de setembro   | São Paulo, Pacaembu                         | 5–1       | Goiás               | 0    | Brasileirão    |      |      |
| 34.                                    | 11 de setembro  | São Paulo, Pacaembu                         | 0–1       | Grêmio              | 0    | Brasileirão    |      |      |
| 35.                                    | 15 de setembro  | Rio de Janeiro, Engenhão                    | 2–1       | Fluminense          | 0    | Brasileirão    |      |      |
| 36.                                    | 18 de setembro  | São Paulo, Pacaembu                         | 3–0       | Grêmio Prudente     | 0    | Brasileirão    |      |      |
| 37.                                    | 22 de setembro  | Santos, Vila Belmiro                        | 3–2       | Santos              | 1    | Brasileirão    |      |      |
| 38.                                    | 26 de setembro  | Porto Alegre, Beira-Rio                     | 2–3       | Internacional       | 0    | Brasileirão    |      |      |
| 39.                                    | 2 de outubro    | São Paulo, Pacaembu                         | 2–2       | Ceará               | 0    | Brasileirão    |      |      |
| 2011                                   |                 |                                             |           |                     |      |                |      |      |
| 40.                                    | 17 de abril     | Santo André, Bruno José Daniel              | 2–0       | Santo André         | 1    | Paulistão      |      |      |
| 41.                                    | 31 de julho     | Florianópolis, Ressacada                    | 2–3       | Avaí                | 0    | Brasileirão    |      |      |
| 42.                                    | 31 de agosto    | São Paulo, Pacaembu                         | 3–2       | Grêmio              | 0    | Brasileirão    |      |      |
| 43.                                    | 11 de setembro  | Rio de Janeiro, Engenhão                    | 0–1       | Fluminense          | 0    | Brasileirão    |      |      |
| 44.                                    | 15 de setembro  | Osasco, Cidade de Deus                      | 2–0       | Grêmio Osasco       | 0    | Amistoso       |      |      |
| 45.                                    | 21 de setembro  | São Paulo, Morumbi                          | 0–0       | São Paulo           | 0    | Brasileirão    |      |      |
| 46.                                    | 25 de setembro  | São Paulo, Pacaembu                         | 1–0       | Bahia               | 0    | Brasileirão    |      |      |
| 47.                                    | 2 de outubro    | Rio de Janeiro, São Januário                | 2–2       | Vasco da Gama       | 0    | Brasileirão    |      |      |
| 48.                                    | 9 de outubro    | São Paulo, Pacaembu                         | 3–0       | Atlético Goianiense | 0    | Brasileirão    |      |      |
| 49.                                    | 12 de outubro   | São Paulo, Pacaembu                         | 0–2       | Botafogo            | 0    | Brasileirão    |      |      |
| 50.                                    | 16 de outubro   | Sete Lagoas, Arena do Jacaré                | 1–0       | Cruzeiro            | 0    | Brasileirão    |      |      |
| 51.                                    | 23 de outubro   | Porto Alegre, Beira-Rio                     | 1–1       | Internacional       | 0    | Brasileirão    |      |      |
| 52.                                    | 30 de outubro   | São Paulo, Pacaembu                         | 2–1       | Avaí                | 0    | Brasileirão    |      |      |
| 53.                                    | 13 de novembro  | São Paulo, Pacaembu                         | 2–1       | Atlético Paranaense | 0    | Brasileirão    |      |      |
| 54.                                    | 16 de novembro  | Fortaleza, PV                               | 1–0       | Ceará               | 0    | Brasileirão    |      |      |
| 55.                                    | 20 de novembro  | São Paulo, Pacaembu                         | 2–1       | Atlético Mineiro    | 0    | Brasileirão    |      |      |
| 56.                                    | 27 de novembro  | Florianópolis, Orlando Scarpelli            | 1–0       | Figueirense         | 0    | Brasileirão    |      |      |
| 57.                                    | 4 de dezembro   | São Paulo, Pacaembu                         | 0–0       | Palmeiras           | 0    | Brasileirão    |      |      |
| 2012                                   |                 |                                             |           |                     |      |                |      |      |
| 58.                                    | 15 de janeiro   | Londrina, Café                              | 2–2       | Flamengo            | 0    | Amistoso       |      |      |
| 59.                                    | 18 de janeiro   | São Paulo, Pacaembu                         | 0–1       | Portuguesa          | 0    | Amistoso       |      |      |
| 60.                                    | 21 de janeiro   | São Paulo, Pacaembu                         | 2–1       | Mirassol            | 0    | Paulistão      |      |      |
| 61.                                    | 24 de junho     | São Paulo, Pacaembu                         | 2–1       | Palmeiras           | 0    | Brasileirão    |      |      |
| 62.                                    | 8 de julho      | Recife, Ilha do Retiro]                     | 1–1       | Sport               | 0    | Brasileirão    |      |      |
| 63.                                    | 11 de julho     | São Paulo, Pacaembu                         | 1–3       | Botafogo            | 0    | Brasileirão    |      |      |
| 64.                                    | 14 de julho     | São Paulo, Pacaembu                         | 2–1       | Náutico             | 0    | Brasileirão    |      |      |
| 65.                                    | 18 de julho     | Rio de Janeiro, Engenhão                    | 3–0       | Flamengo            | 0    | Brasileirão    |      |      |
| 66.                                    | 21 de julho     | São Paulo, Pacaembu                         | 1–1       | Portuguesa          | 0    | Brasileirão    |      |      |
| 67.                                    | 25 de julho     | São Paulo, Pacaembu                         | 2–0       | Cruzeiro            | 0    | Brasileirão    |      |      |
| 68.                                    | 29 de julho     | Salvador, Pituaçu                           | 0–0       | Bahia               | 0    | Brasileirão    |      |      |
| 69.                                    | 5 de agosto     | Rio de Janeiro, São Januário                | 0–0       | Vasco da Gama       | 0    | Brasileirão    |      |      |
| 70.                                    | 8 de agosto     | São Paulo, Pacaembu                         | 1–1       | Atlético Goianiense | 0    | Brasileirão    |      |      |
| 71.                                    | 12 de agosto    | Curitiba, Couto Pereira                     | 2–1       | Coritiba            | 0    | Brasileirão    |      |      |
| 72.                                    | 16 de agosto    | São Paulo, Pacaembu                         | 1–0       | Internacional       | 1    | Brasileirão    |      |      |
| 73.                                    | 19 de agosto    | Santos, Vila Belmiro                        | 2–3       | Santos              | 0    | Brasileirão    |      |      |
| 74.                                    | 26 de agosto    | São Paulo, Pacaembu                         | 1–2       | São Paulo           | 0    | Brasileirão    |      |      |
| 75.                                    | 2 de setembro   | São Paulo, Pacaembu                         | 1–0       | Atlético Mineiro    | 1    | Brasileirão    |      |      |
| 76.                                    | 8 de setembro   | São Paulo, Pacaembu                         | 3–1       | Grêmio              | 0    | Brasileirão    |      |      |
| 77.                                    | 12 de setembro  | São Paulo, Pacaembu                         | 1–1       | Ponte Preta         | 0    | Brasileirão    |      |      |
| 78.                                    | 16 de setembro  | São Paulo, Pacaembu                         | 2–0       | Palmeiras           | 0    | Brasileirão    |      |      |
| 79.                                    | 23 de setembro  | Rio de Janeiro, Engenhão                    | 2–2       | Botafogo            | 0    | Brasileirão    |      |      |
| 80.                                    | 30 de setembro  | São Paulo, Pacaembu]                        | 3–0       | Sport               | 0    | Brasileirão    |      |      |
| 81.                                    | 6 de outubro    | Recife, Aflitos                             | 1–2       | Náutico             | 0    | Brasileirão    |      |      |
| 82.                                    | 10 de outubro   | São Paulo, Pacaembu                         | 3–2       | Flamengo            | 1    | Brasileirão    |      |      |
| 83.                                    | 13 de outubro   | São Paulo, Canindé                          | 1–1       | Portuguesa          | 0    | Brasileirão    |      |      |
| 84.                                    | 17 de outubro   | Varginha, Melão                             | 0–2       | Cruzeiro            | 0    | Brasileirão    |      |      |
| 85.                                    | 27 de outubro   | São Paulo, Pacaembu                         | 1–0       | Vasco da Gama       | 0    | Brasileirão    |      |      |
| 86.                                    | 4 de novembro   | Taguatinga, Boca do Jacaré                  | 2–0       | Atlético Goianiense | 0    | Brasileirão    |      |      |
| 87.                                    | 10 de novembro  | São Paulo, Pacaembu                         | 5–1       | Coritiba            | 0    | Brasileirão    |      |      |
| 88.                                    | 18 de novembro  | Porto Alegre, Beira-Rio                     | 2–0       | Internacional       | 0    | Brasileirão    |      |      |
| 89.                                    | 24 de novembro  | São Paulo, Pacaembu                         | 1–1       | Santos              | 0    | Brasileirão    |      |      |
| 90.                                    | 12 de dezembro  | Toyota, Estádio de Toyota                   | 1–0       | Al-Ahly             | 0    | Mundial        |      |      |
| 91.                                    | 16 de dezembro  | Yokohama, Estádio Internacional de Yokohama | 1–0       | Chelsea             | 0    | Mundial        |      |      |
| 2013                                   |                 |                                             |           |                     |      |                |      |      |
| 92.                                    | 30 de janeiro   | São Paulo, Pacaembu                         | 2–1       | Mogi Mirim          | 0    | Paulistão      |      |      |
| 93.                                    | 3 de fevereiro  | São Paulo, Pacaembu                         | 5–0       | Oeste               | 0    | Paulistão      |      |      |
| 94.                                    | 9 de fevereiro  | São Paulo, Pacaembu                         | 2–2       | São Caetano         | 0    | Paulistão      |      |      |
| 95.                                    | 17 de fevereiro | São Paulo, Pacaembu]                        | 2–2       | Palmeiras           | 0    | Paulistão      |      |      |
| 96.                                    | 20 de fevereiro | Oruro, Jesús Bermúdez                       | 1–1       | San José            | 0    | Libertadores   |      |      |
| 97.                                    | 24 de fevereiro | Bragança Paulista, Nabi Abi Chedid          | 2–2       | Bragantino          | 0    | Paulistão      |      |      |
| 98.                                    | 27 de fevereiro | São Paulo, Pacaembu                         | 2–0       | Millonarios         | 0    | Libertadores   |      |      |
| 99.                                    | 3 de março      | São Paulo, Morumbi                          | 0–0       | Santos              | 0    | Paulistão      |      |      |
| 100.                                   | 6 de março      | Tijuana, Estádio Caliente                   | 0–1       | Tijuana             | 0    | Libertadores   |      |      |
| 101.                                   | 13 de março     | São Paulo, Pacaembu                         | 3–0       | Tijuana             | 0    | Libertadores   |      |      |
| 102.                                   | 24 de março     | Campinas, Brinco de Ouro                    | 1–0       | Guarani             | 0    | Paulistão      |      |      |
| 103.                                   | 27 de março     | São Paulo, Pacaembu                         | 1–1       | Penapolense         | 0    | Paulistão      |      |      |
| 104.                                   | 31 de março     | São Paulo, Morumbi                          | 2–1       | São Paulo           | 0    | Paulistão      |      |      |
| 105.                                   | 3 de abril      | Bogotá, El Campín                           | 1–0       | Millonarios         | 0    | Libertadores   |      |      |
| 106.                                   | 10 de abril     | São Paulo, Pacaembu                         | 3–0       | San José            | 0    | Libertadores   |      |      |
| 107.                                   | 14 de abril     | Lins, Gilbertão                             | 1–2       | Linense             | 0    | Paulistão      |      |      |
| 108.                                   | 21 de abril     | São Paulo, Pacaembu                         | 2–0       | Atlético Sorocaba   | 0    | Paulistão      |      |      |
| 109.                                   | 28 de abril     | Campinas, Moisés Lucarelli                  | 4–0       | Ponte Preta         | 0    | Paulistão      |      |      |
| 110.                                   | 1 de maio       | Buenos Aires, La Bombonera                  | 0–1       | Boca Juniors        | 0    | Libertadores   |      |      |
| 111.                                   | 5 de maio       | São Paulo, Morumbi                          | 0(4)–(3)0 | São Paulo           | 0    | Paulistão      |      |      |
| 112.                                   | 12 de maio      | São Paulo, Pacaembu                         | 2–1       | Santos              | 1    | Paulistão      |      |      |
| 113.                                   | 15 de maio      | São Paulo, Pacaembu                         | 1–1       | Boca Juniors        | 0    | Libertadores   |      |      |
| 114.                                   | 19 de maio      | Santos, Vila Belmiro                        | 1–1       | Santos              | 0    | Paulistão      |      |      |
| 115.                                   | 25 de maio      | São Paulo, Pacaembu                         | 1–1       | Botafogo            | 0    | Brasileirão    |      |      |
| 116.                                   | 5 de junho      | Sete Lagoas, Arena do Jacaré                | 0–1       | Cruzeiro            | 0    | Brasileirão    |      |      |
| 117.                                   | 8 de junho      | São Paulo, Pacaembu                         | 0–0       | Portuguesa          | 0    | Brasileirão    |      |      |
| 118.                                   | 3 de julho      | São Paulo, Morumbi                          | 2–1       | São Paulo           | 0    | Recopa         |      |      |
| 119.                                   | 14 de julho     | São Paulo, Pacaembu                         | 0–1       | Atlético Mineiro    | 0    | Brasileirão    |      |      |
| 120.                                   | 17 de julho     | São Paulo, Pacaembu                         | 2–0       | São Paulo           | 0    | Recopa         |      |      |
| 121.                                   | 21 de julho     | Curitiba, Durival Britto                    | 1–1       | Atlético Paranaense | 0    | Brasileirão    |      |      |
| 122.                                   | 28 de julho     | São Paulo, Pacaembu                         | 0–0       | São Paulo           | 0    | Brasileirão    |      |      |
| 123.                                   | 31 de julho     | São Paulo, Pacaembu                         | 2–0       | Grêmio              | 1    | Brasileirão    |      |      |
| 124.                                   | 4 de agosto     | Criciúma, Heriberto Hülse                   | 2–0       | Criciúma            | 0    | Brasileirão    |      |      |
| 125.                                   | 7 de agosto     | Santos, Vila Belmiro                        | 1–1       | Santos              | 1    | Brasileirão    |      |      |
| 126.                                   | 14 de agosto    | Rio de Janeiro, Maracanã                    | 0–0       | Fluminense          | 0    | Brasileirão    |      |      |
| 127.                                   | 18 de agosto    | São Paulo, Pacaembu                         | 1–0       | Coritiba            | 0    | Brasileirão    |      |      |
| 128.                                   | 25 de agosto    | Brasília, Mané Garrincha                    | 1–1       | Vasco da Gama       | 0    | Brasileirão    |      |      |
| 129.                                   | 28 de agosto    | São Paulo, Pacaembu                         | 2–0       | Luverdense          | 0    | Copa do Brasil |      |      |
| 130.                                   | 4 de setembro   | Novo Hamburgo, Estádio do Vale              | 0–1       | Internacional       | 0    | Brasileirão    |      |      |
| 131.                                   | 8 de setembro   | São Paulo, Pacaembu                         | 0–0       | Náutico             | 0    | Brasileirão    |      |      |
| 132.                                   | 11 de setembro  | Rio de Janeiro, Maracanã                    | 0–1       | Botafogo            | 0    | Brasileirão    |      |      |
| 133.                                   | 15 de setembro  | São Paulo, Pacaembu                         | 1–2       | Goiás               | 0    | Brasileirão    |      |      |
| 134.                                   | 18 de setembro  | Campinas, Moisés Lucarelli                  | 0–2       | Ponte Preta         | 0    | Brasileirão    |      |      |
| 135.                                   | 22 de setembro  | São Paulo, Pacaembu                         | 0–0       | Cruzeiro            | 0    | Brasileirão    |      |      |
| 136.                                   | 25 de setembro  | São Paulo, Pacaembu                         | 0–0       | Grêmio              | 0    | Copa do Brasil |      |      |
| 137.                                   | 29 de setembro  | Campo Grande, Morenão                       | 0–4       | Portuguesa          | 0    | Brasileirão    |      |      |
| 138.                                   | 6 de outubro    | Belo Horizonte, Independência               | 0–0       | Atlético Mineiro    | 0    | Brasileirão    |      |      |
| 139.                                   | 13 de outubro   | São Paulo, Morumbi]                         | 0–0       | São Paulo           | 0    | Brasileirão    |      |      |
| 140.                                   | 19 de outubro   | Itu, Novelli Júnior                         | 1–0       | Criciúma            | 0    | Brasileirão    |      |      |
| 141.                                   | 23 de outubro   | Porto Alegre, Arena do Grêmio               | 0(2)–(3)0 | Grêmio              | 0    | Copa do Brasil |      |      |
| 142.                                   | 7 de outubro    | Araraquara, Fonte Luminosa                  | 1–1       | Santos              | 0    | Brasileirão    |      |      |
| 143.                                   | 3 de novembro   | Salvador, Barradão                          | 1–1       | Vitória             | 0    | Brasileirão    |      |      |
| 144.                                   | 10 de novembro  | Araraquara, Fonte Luminosa                  | 1–0       | Fluminense          | 0    | Brasileirão    |      |      |
| 145.                                   | 13 de novembro  | Curitiba, Couto Pereira                     | 1–0       | Coritiba            | 0    | Brasileirão    |      |      |
| 146.                                   | 17 de novembro  | São Paulo, Pacaembu                         | 0–0       | Vasco da Gama       | 0    | Brasileirão    |      |      |
| 2014                                   |                 |                                             |           |                     |      |                |      |      |
| 147.                                   | 19 de janeiro   | São Paulo, Canindé                          | 2–1       | Portuguesa          | 0    | Paulistão      |      |      |
| 148.                                   | 21 de janeiro   | Americana, Décio Vitta                      | 1–0       | Paulista            | 0    | Paulistão      |      |      |
| 149.                                   | 25 de janeiro   | São Paulo, Pacaembu                         | 0–1       | São Bernardo        | 0    | Paulistão      |      |      |
| 150.                                   | 29 de janeiro   | Santos, Vila Belmiro                        | 1–5       | Santos              | 0    | Paulistão      |      |      |
| 151.                                   | 2 de fevereiro  | Campinas, Moisés Lucarelli                  | 1–2       | Ponte Preta         | 0    | Paulistão      |      |      |
| 152.                                   | 9 de fevereiro  | Mogi Mirim, Vail Chaves                     | 1–1       | Mogi Mirim          | 0    | Paulistão      |      |      |
| Legenda: Vitórias — Empates — Derrotas |                 |                                             |           |                     |      |                |      |      |

## Estatísticas
Atualizado até 23 de agosto de 2015.
| Clube               | Temporada | Campeonato nacional | Campeonato nacional | Copa nacional | Copa nacional | Competições continentais¹ | Competições continentais¹ | Outros torneios² | Outros torneios² | Total | Total |
| Clube               | Temporada | Jogos               | Gols                | Jogos         | Gols          | Jogos                     | Gols                      | Jogos            | Gols             | Jogos | Gols  |
| ------------------- | --------- | ------------------- | ------------------- | ------------- | ------------- | ------------------------- | ------------------------- | ---------------- | ---------------- | ----- | ----- |
| Atlético Paranaense | 2005      | 28                  | 2                   | 0             | 0             | 0                         | 0                         | 0                | 0                | 28    | 2     |
| Atlético Paranaense | 2006      | 9                   | 0                   | 0             | 0             | 0                         | 0                         | 0                | 0                | 9     | 0     |
| Atlético Paranaense | Total     | 37                  | 2                   | 0             | 0             | 0                         | 0                         | 0                | 0                | 37    | 2     |
| Le Mans             | 2006–07   | 4                   | 1                   | 0             | 0             | 0                         | 0                         | 0                | 0                | 4     | 1     |
| Le Mans             | 2007–08   | 0                   | 0                   | 0             | 0             | 0                         | 0                         | 0                | 0                | 0     | 0     |
| Le Mans             | 2008–09   | 31                  | 1                   | 0             | 0             | 0                         | 0                         | 0                | 0                | 31    | 1     |
| Le Mans             | Total     | 35                  | 2                   | 0             | 0             | 0                         | 0                         | 0                | 0                | 35    | 2     |
| Corinthians         | 2009      | 12                  | 0                   | 0             | 0             | —                         | —                         | 0                | 0                | 12    | 0     |
| Corinthians         | 2010      | 15                  | 2                   | —             | —             | 1                         | 0                         | 11               | 1                | 27    | 3     |
| Corinthians         | 2011      | 16                  | 0                   | —             | —             | 0                         | 0                         | 2                | 1                | 18    | 1     |
| Corinthians         | 2012      | 29                  | 3                   | —             | —             | 0                         | 0                         | 5                | 0                | 34    | 3     |
| Corinthians         | 2013      | 28                  | 2                   | 3             | 0             | 10                        | 0                         | 15               | 1                | 56    | 3     |
| Corinthians         | 2014      | 0                   | 0                   | 0             | 0             | 0                         | 0                         | 6                | 0                | 6     | 0     |
| Corinthians         | Total     | 100                 | 7                   | 3             | 0             | 11                        | 0                         | 39               | 3                | 153   | 10    |
| Shanghaï Shenhua    | 2014      | 23                  | 0                   | 0             | 0             | 0                         | 0                         | 0                | 0                | 23    | 0     |
| Shanghaï Shenhua    | Total     | 23                  | 0                   | 0             | 0             | 0                         | 0                         | 0                | 0                | 23    | 0     |
| Cruzeiro            | 2015      | 11                  | 0                   | 2             | 0             | 5                         | 0                         | 7                | 0                | 25    | 0     |
| Cruzeiro            | Total     | 11                  | 0                   | 2             | 0             | 5                         | 0                         | 7                | 0                | 25    | 0     |
| Total               | Total     | 206                 | 11                  | 5             | 0             | 16                        | 0                         | 46               | 3                | 273   | 14    |

¹Estão incluidos jogos e gols da Copa Libertadores e Recopa Sul-Americana

²Estão incluidos jogos e gols pelo Campeonatos Estaduais, Copa do Mundo de Clubes da FIFA, Torneios Amistosos e Amistosos

## Títulos
Corinthians
- Campeonato Brasileiro: 2011
- Copa Libertadores da América: 2012
- Copa do Mundo de Clubes da FIFA: 2012
- Campeonato Paulista: 2013
- Recopa Sul-Americana: 2013

Athletico Paranaense
- Campeonato Paranaense: 2016 e 2019
- Copa Sul-Americana: 2018
- Taça Dirceu Krüger: 2019
- Copa do Brasil: 2019

## Prêmios individuais
- Bola de Prata: 2011